# قضية دون باسيفيكو

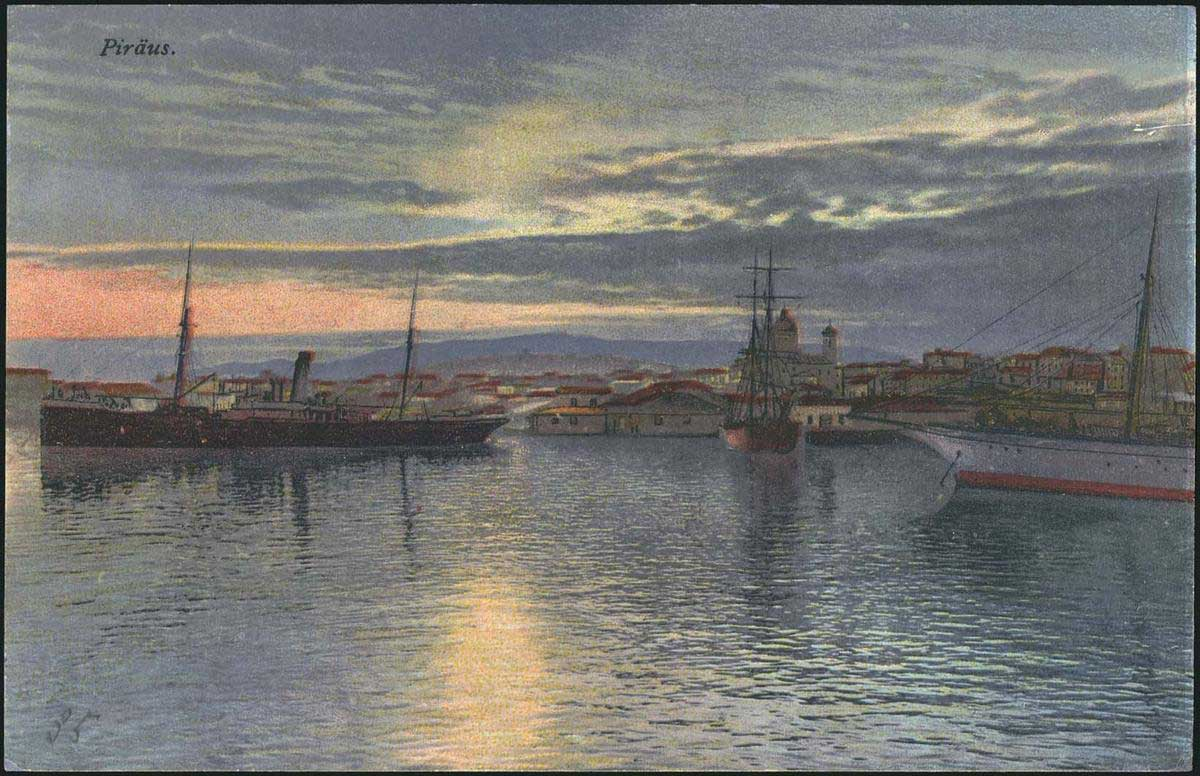
صورة توضح هولندا في ماضي

كانت قضية دون باسيفيكو حلقة دبلوماسية حدثت في [عام 1850] وكانت تهم حكومات اليونان والمملكة المتحدة والبرتغال وتعتبر مثالًا لدبلوماسية الزوارق الحربية. تمت تسمية هذه القضية على اسم [ديفيد باسيفيكو] وهو مواطن بريطاني ولد في [جبل طارق] .

## العداء الفوري
بدأ الخلاف في عام [1847] بعد أن كان منزل القنصل العام البرتغالي اليهودي السابق لدى اليونان ديفيد باسيفيكو والمعروف باسم [دون باسيفيكو] الذي تم فصله من منصبه لتجاوز سلطته مرارًا وتكرارًا خلال [عام 1842] ولكنه استمر في الإقامة في اليونان. أثينا. تعرضت للهجوم والتخريب من قبل حشد يضم أبناء وزير في الحكومة بينما تراقب الشرطة وحسب ادعاءات باسيفيكو وأهملت التدخل. كان جيمس ماير دي روتشيلد قد زار أثينا خلال عيد الفصح للروم الأرثوذكس [الذي كان في 4 أبريل] لمناقشة قرض محتمل  وقررت حكومة المدينة حظر العرف التقليدي لحرق دمية يهوذا  معتقدًا أن روتشيلد قد يكون مستاء من التقاليد. وكما يقول سكوت:
يبدو أنه كانت عادة في أثينا في ذلك الوقت حرق صورة يهوذا الإسخريوطي في أحد عيد الفصح ومع ذلك نظرًا لأن اللورد روتشيلد وهو أحد الرعايا البريطانيين للدين اليهودي كان يزور أثينا في ذلك الوقت ثم منعت الحكومة اليونانية هذه العادة. لم يُعزى ذلك من قبل الجمهور إلى وجود اللورد روتشيلد ولكن إلى تأثير دون باسيفيكو ومن هنا بدأت الاعتداءات عليه وعلى وممتلكاته.
قام بعض السكان [اليونانيين في أثينا] الغاضبين من إلغاء عاداتهم ثم بدأوا بأعمال شغب أمام منزل القنصل البرتغالي العام فزعم باسيفيكو أن الشرطة اليونانية اخترقت الحشد وأن واحد أو أكثر من بين المحرضين عليه هم من أبناء وزير الحرب اليوناني.

بعد ثلاثة أيام من الحادثة كتب دون باسيفيكو إلى [السير إدموند ليونز] وهو الوزير البريطاني المفوض لدى اليونان:
أشعر بحزن شديد لأنني مضطر لإبلاغ سعادتك بحدث مروع حدث لي فأنا كشخص إنجليزي أطلب حمايتك. في يوم الأحد الماضي في يوم عيد الفصح في حوالي الساعة 12:00 ظهرًا، ظهر حشد من الناس من بينهم بعض جنود الدرك خارجين من الكنيسة وقدموا أنفسهم على باب منزلي الذي سرعان ما اعتدوا عليه بقطع كبيرة من الحجر ثم دخل هؤلاء اللصوص والذين يبلغ عددهم حوالي 300 أو 400 إلى منزلي وأخذوا يشتمون بشكل مخيف وبدأوا في ضرب زوجتي وأولادي الأبرياء وزوج ابنتي. ثم بعد تحطيم النوافذ والأبواب والطاولات والكراسي وكل قطع الأثاث. سلبوني مجوهراتي مما دفعني إلى فتح الخزانات التي كانت تحتوي على مزهريات وشمعدانات وزخارف ذهبية وفضية وألماس وأخيراً صندوق يحتوي على نقود إلى مبلغ [9800 دراخما] منها [2300 كانت ملكية خاصة لي] و [7500 تم إيداعها معي من قبل الجالية اليهودية في إيطاليا من أجل تشييد معبد ولفقراء] هذه المملكة. هؤلاء البرابرة لم يتركوا لي حتى المحفوظات البرتغالية القنصلية والتي مزقوها إلى أشلاء. هذه الأوراق هي أمني من تلك الأمة بمبلغ [[21295 لترًا]]. 1 ثانية. 4 د. الجنيه الاسترليني.
من الواضح أن دون باسيفيكو كان رجلاً له العديد من الأنشطة وكان القنصل العام البرتغالي في أثينا حتى عام 1842. وكان يمتلك أرشيف المفوضية كان قد شغل سابقًا منصب القنصل العام البرتغالي في المغرب. كما كان مهتمًا بنشاط مع الجالية اليهودية في أثينا والتي تمتلك أموالًا مخصصة لبناء كنيسه يهوديه في أثينا. لم يكن منزله كما يزعم المدافعون عنه كان في كوخًا فقيرًا بل كان المنزل نفسه الذي [عاش فيه رئيس مجلس ريجنسي للملك أوثو] الكونت [جوزيف لودفيغ فون أرمانسبيرغ]خلال فترة الوصاية [1832-1835] وكقوس. - سكرتير الملك [1835–1837].
في (20 مايو 1847) أبلغ ليون وزارة الخارجية في لندن  أنه تقدم بطلب إلى الحكومة اليونانية للحصول على تعويض لدون ديفيد باسيفيكو فهو مواطن بريطاني التعويض عن خسارة ممتلكاته بما في ذلك المستندات المتعلقة بمطالبة كبيرة ضد البرتغاليين والحكومة للأموال المستحقة له. فنصح وزير الخارجية البريطانياللورد بالمرستون وهو فيلهيني ومؤيد (لحرب الاستقلال اليونانية) في عام[1821-1829] ليونز بأن يقوم باسيفيكو بتجميع تقييم مفصل لجميع خسائره وإذا تم إثبات تصريحه بأدلة مقنعة وبتقديم ملاحظة إلى وزير الخارجية اليوناني سيطلب منه توجيه دفع المبلغ إلى دون باسيفيكو. امتثل باسيفيكو في (22 فبراير 1848) وأرسل ليونز حسب الأصول طلبًا للدفع إلى إم دروسوس مانسولاس وهو وزير الخارجية اليوناني. كما كتب إلى [M. Constantine Colocotronis] رئيس الوزراء ورفض كولوكوترونيس ادعاءات دون باسيفيكو بنفس الاعتراضات التي استخدمها سلفه في المنصب إم كوليتيس. كانت اعتراضات الحكومة اليونانية على أن التعويضات المطالب بها كانت كبيرة جدا ومستحيلة التعويض مع بعض التقديرات للمبلغ المطالب به على أنه أكبر من قيمة القصر الملكي اليوناني وبينما اعتبرت الحكومة اليونانية هذا أيضًا من شؤون القضاء وليس السلطة التنفيذية. (وفي31 أغسطس 1848) كتب ديفيد باسيفيكو مرة أخرى إلى ليون مشيرًا إلى أن (ستة عشر شهرًا) قد مرت منذ وقوع الحادث وأن الترضية لم تكن وشيكة وعلاوة على ذلك فقد أُجبر على ترك منزله خلال احتفالات عيد الفصح عام 1848 ولفت انتباه ليون إلى أنه يهوديين قد ذبحا قبل عدة سنوات في باتراس وبالمثل تم حرق الكنيسة في نيغروبونتي. بعد تبادل الرسائل الإضافية بين جميع الأطراف في (15 أكتوبر) 1848 ناشد دون ديفيد باسيفيكو الحكومة البريطانية مرة أخرى للحصول على تسوية لمطالباته التي لم يحصل عليها.

في 3 كانون الأول [ديسمبر1849] قرر اللورد بالمرستون اتخاذ إجراءات حاسمة لتسوية المشاكل الناجمة عن التعنت اليوناني وبالإضافة رفض الملك أوتو وحكومته تسوية مطالبات المواطنين البريطانيين. فقد أوقفوا سداد مدفوعات قرض عام 1832. فكتب بالمرستون إلى السير توماس وايز الوزير البريطاني في أثينا.
لقد رغبت في أن يصدر الأميرالية تعليمات للسير ويليام باركر بأن يأخذ أثينا في طريق عودته من الدردنيل وأن يدعمكم في الوصول بالنهاية إلى تسوية مرضية لمطالبنا المختلفة على الحكومة اليونانية. سنثابر بالطبع بالاشتراك معه بالأسلوب المناسب طالما يتوافق مع كرامتنا وشرفنا وأنا أقيس ذلك الوقت بالأيام فربما بعدد قليل جدًا من الساعات. مع ذلك إذا لم تضرب الحكومة اليونانية فيجب على باركر القيام بذلك وفي هذه الحالة يجب أن تصعد على متن أسطوله قبل أن يبدأ في اتخاذ أي خطوات عدائية. حتى تكون أنت ومهمتك في مأمن من الإهانة ويجب عليه بالطبع أن تبدأ بالانتقام أي عن طريق حيازة بعض الممتلكات اليونانية ولكن ربما لن يهتم الملك كثيرًا بالاستيلاء على أي ممتلكات تاجر وبالتالي فإن أفضل شيء هو الاستيلاء على أسطوله الصغير إذا كان ذلك ممكنًا والشيء التالي هو فرض حصار على أي من موانئه أو جميعها....
في[ 22 يناير 1850] أفاد الأدميرال السير ويليام باركر  أن جميع سفن الحكومة اليونانية قد تم احتجازها لمكائد الوزير الفرنسي ثوفينوت والقائم بالأعمال البروسي كانت تشجع الملك أوتو على المقاومة. ثم تعرضت الحكومة اليونانية والشعب اليوناني للذل بسبب هذه القضية ثم حاول البريطانيين أيضًا دفع النتائج المرجوة بشأن نزاعات أخرى مع الحكومة اليونانية وخاصة فيما يتعلق بالولايات المتحدة في الجزر الأيونية مثل:
- مطالبات البريطانية على جزر Sapientza وElafonisos للولايات المتحدة من جزر البحر الأيوني [ثم محمية بريطانية].
- تعويض ست سفن بريطانية تعرضت للسرقة.
- استرضاء لإهانة العلم البريطاني وعدم الإحترام للسفير البريطاني السيد بويد.
- تعويض اثنين من سكان الجزر الأيونية الذين تعرضوا لسوء المعاملة في بيرغوس.
- التعويض عن حظيرة السيد فينلي التي كانت مدرجة في الحدائق الملكية بأثينا دون تعويض.[10]

كانت اليونان دولة محمية بشكل مشترك من قبل المملكة المتحدة وفرنسا وروسيا وتسبب فرض الحصار في صراع دبلوماسي بين بريطانيا من جهة وفرنسا وروسيا من جهة أخرى. اعترضت فرنسا وروسيا على الحصار وسحبت الحكومة الفرنسية السفير الفرنسي في لندن وهو إدوارد دروين دي لويس بشكل مؤقت مما دفع البريطانيون إلى التخلي عن دفع النزاعات الغير المرتبطة مباشرة في قضية دون باسيفيكو. ثم تسببت هذه القضية في إلحاق الضرر الكبير بسمعة الملك أوتو في أثينا. واستمر الحصار لمدة شهرين ثم انتهت القضية عندما وافقت الحكومة اليونانية على تعويض باسيفيكو.

## التداعيات السياسية في لندن
في وستمنستر، فحص مجلسا البرلمان مسألة السياسة الخارجية وخاصة فيما يتعلق باليونان وبطاقة كبيرة. ففي [17 يونيو 1850] اقترح اللورد إدوارد ستانلي إيرل ديربي المستقبلي زعيم المعارضة المحافظة في مجلس اللوردات اقتراحًا في مجلس النواب قال فيه (هذا بينما يعترف مجلس النواب تمامًا بحق وواجب ستؤمن الحكومة لرعايا صاحبة الجلالة الحماية الكاملة المقيمين في دولة أجنبية لقوانين تلك الدول وهي تأسف لتجد من خلال المراسلات التي وضعت مؤخرًا على الطاولة بأمر صاحبة الجلالة أن الادعاءات المختلفة ضد الحكومة اليونانية مشكوك فيها شك كامل وفي هذا الصدد للعدالة أو المبالغ التي تم فرضها من خلال إجراءات قسرية موجهة ضد التجارة والشعب اليوناني ومحسوبة لتعريض استمرار علاقاتنا الودية مع القوى الأخرى للخطر). بعد المناقشة التي لا تُنسى في [17 يونيو 1850] صوت مجلس اللوردات لصالح اقتراح المعارضة بأغلبية 37 والذي كان توبيخًا لسياسات اللورد بالمرستون.
ومع ذلك فإن مجلس العموم لم يعمل مثل اللوردات. فأقترح عضو البرلمان عن شيفيلد جون آرثر روبوك وهو عضو مستقل ومتناقض في بعض الأوقات على عكس هذه الإدانة بالقول إن «المبادئ التي نُظمت في السياسة الخارجية لحكومة صاحبة الجلالة وعلى أساسها قد تم احتسابها للحفاظ على شرف وكرامة هذا البلد وفي أوقات الصعوبات الغير مسبوقة للحفاظ على السلام بين إنجلترا ومختلف دول العالم». بعد نقاش دام أربع ليال ألقى بالمرستون خطابًا شهيرًا استمر لمدة خمس ساعات وسعى فيه إلى إثبات ليس فقط ادعاءاته بشأن الحكومة اليونانية لصالح دون باسيفيكو ولكن لإدارته بأكملها للشؤون الخارجية. [كما الروماني في الأيام الخوالي تحرر من الإهانة وعندما كان يستطيع أن يقول سيفيس رومانوس سوم  كذلك الرعية البريطانية في أي أرض قد تكون ويجب أن تشعر بالثقة في أن العين الساهرة والذراع القوية لإنجلترا ستحميه من الظلم والظلام ]. تم الرد عليه من قبل السير روبرت بيل  في ما تبين أنه آخر خطاب له أمام مجلس العموم ومن قبلجلادستون. ثم فازت الحكومة بالاقتراح بأغلبية [310 مقابل 264 ]، بأغلبية ستة وأربعين لصالح سلوك بالمرستون للشؤون الخارجية.

## تسوية باسيفيكو
تمت تسوية مطالبات الحكومة البريطانية بموجب اتفاقية تم الإتفاق عليها بين صاحبة الجلالة البريطانية وجلالة الملك اليوناني في [18 يوليو 1850]. ثم وافق الملك على تعويض باسيفيكو عن أي إصابة حقيقية يمكن إثباتها بعد تحقيق عادل وكامل.
تم تقديم مطالبات دون باسيفيكو المعلقة إلى لجنة خاصة مؤلفة من الوزراء الفرنسيون والبريطانيون واليونانيون في لشبونة. ثم اجتمع المفوضون في لشبونة في فبراير [1851]. اكتشفت اللجنة في أرشيفات الكورتيس في لشبونة ان عريضة موجهة من باسيفيكو إلى الكورتيس في عام [1839] مصحوبة بوثائق ضخمة لإثبات ادعاءاته. الادعاءات لم يتم تناولها من قبل الكورتيس بل منحت اللجنة باسيفيكو مبلغ[ 150] جنيهًا إسترلينيًا مستحقًا على الحكومة اليونانية. وتلقت باسيفيكو ما مجموعه (120.000 دراخمة و 500 جنيه إسترليني) في المستوطنة.

## هوامش
1. ^ Hansard CXII (3d Ser.), 380–444, Retrieved 28 March 2006.
2. ^ Civitas Review, Volume 2, Issue 1; March, 2005 (pdf), Retrieved 28 March 2006.

## الفهرس
- هانيل، ديفيد. «اللورد بالمرستون و» قضية دون باسيفيكو «لعام 1850: الاتصال الأيوني.» التاريخ الأوروبي الفصلي (1989) 19 # 4 ص: 495-508. عبر الانترنت
- هيكس، جيفري. «دون باسيفيكو، الديمقراطية والخطر: نقد الحزب الحمائي للسياسة الخارجية البريطانية، 1850-1852.» استعراض التاريخ الدولي (2004) 26 # 3 ص: 515-540.
- تايلور، ديريك. دون باسيفيكو: الوجه المقبول لدبلوماسية الزوارق الحربية (فالنتين ميتشل، 2008)
- ويتن، دولفوس. «قضية دون باسيفيكو». مؤرخ (1986) 48 # 2 pp: 255–267.
- أوراق الدولة البريطانية والأجنبية. ١٨٤٩-١٨٥٠. [2]. المجلد. XXXIX (لندن: هاريسون وأولاده 1863). [المواد دون باسيفيكو في ص. 332 وما يليها. وص. 480 وما يليها. ]
- إيفلين أشلي، حياة هنري جون تمبل، فيسكونت بالمرستون: 1846-1865، مع مختارات من خطبه والمراسلات المجلد الأول (لندن: ريتشارد بنتلي 1876).
- جون ألدن (محرر)، ممثل الخطابات البريطانية، المجلد 4 (أبناء جي بي بوتنام، 1900)، ص. 125-224 [بالمرستون في مجلس العموم، 25 يونيو 1850].
- تشارلز هولت براسبريدج، رسالة عن شؤون اليونان ، (لندن: جي باركلي 1850) [ظهر أصلاً في صحيفة لندن، ديلي نيوز ، بتاريخ 21 مايو 1850 ؛ كان حاضرا في أثينا في النصف الثاني من أبريل 1850].
- خطب الراحل الراحل الرايت أونرابل السير روبرت بيل بارت. المجلد الرابع (لندن: روتليدج 1853) 846-855 [خطاب بيل الأخير أمام مجلس العموم، حول قضية دون باسيفيكو].
- جورج وي راسيل، الرايت أونرابل ويليام إيوارت جلادستون (نيويورك: هاربر 1891). ص. 102–110 [خطابه في مجلس العموم، حول قضية دون باسيفيكو].
- أنتوني ترولوب، اللورد بالمرستون (لندن: دبليو إم إيزبيستر 1882) [وجهة نظر معادية للسامية تقريبًا، من روائي جيد وكاتب سيرة سيء].
- ألبرت إي هوجان، Pacific Blockade (Oxford: Clarendon Press 1908)، pp. 105–114.